# Nuno Canavarro
Nuno Canavarro (15 de Novembro de 1962)  é um compositor português. Estudou Arquitectura no Porto. Aprendeu a tocar piano muito jovem.

A sua primeira experiência na música foi com a banda pop Street Kids do qual saíram Nuno Rebelo para os Mler Ife Dada, Emanuel Ramalho para os Rádio Macau e Luís Ventura para os Lobo Meigo.
Em 1988 lançou o álbum "Plux Quba - Música para 70 Serpentes" através da Ama Romanta. Em 1991 lançou o álbum "Mr. Wollogallu" em colaboração de Carlos Maria Trindade.
Produziu o máxi "Zimpó" dos Mler Ife Dada e o álbum homónimo dos Lobo Meigo. Escreveu um dos temas do primeiro álbum de Pilar Homem de Melo.
Também fez parte da banda Delfins que era amigo pessoal conhecido e o teclista convidado de Miguel Angelo quando o grupo estava em estúdio durante as suas gravações aquando do seu primeiro disco. 

## Plux Quba - Música para 70 Serpentes (1988)
Entre o fim dos Kids e uma colaboração esporádica com os Delfins, Canavarro propôs este álbum de ambientes e experiências eletrónicos que, mal ouvido em Portugal na altura, se tornou num clássico underground reconhecido internacionalmente e relançado em CD pela editora de Jim O'Rourke, dos Tortoise.
Foi o autor da banda sonora do filme "Gotejar da Luz", de Fernando Vendrell, estreado em 2002.